# Accord franco-chinois
L'accord franco-chinois (ou accord de Chongqing) est un accord, signé à Chongqing, le 28 février 1946, entre le Gouvernement provisoire de la République française et la République de Chine. Cet accord a été approuvé par l'Assemblée nationale le 25 avril 1946.
Ce texte est signé dans le contexte de l'occupation de l'Indochine française par les armées alliées après la capitulation des Japonais à la fin de la Seconde Guerre mondiale. Alors que le Sud de l'Indochine (Cochinchine) est occupé par le Royaume-Uni, le Nord (Tonkin, Laos) est occupé par la République de Chine. Voulant reprendre pied au plus vite en Indochine alors que les communistes vietnamiens ont pris le contrôle de Hanoï et proclamé l'indépendance de Viêt Nam, les Français doivent négocier pour obtenir le retrait des Chinois, auxquels ils ont accepté dès le mois d'août 1945 de rétrocéder le territoire à bail de Kouang-Tchéou-Wan.
Signé après des semaines de négociations, l'accord prévoit le départ  entre le 1er et le 15 mars des troupes de Tchang Kaï-chek stationnées en Indochine, un statut spécial pour les Chinois résidant en Indochine française, et la fin des concessions françaises en Chine (Shanghai, Hankou et Tsientsin) datant des traités inégaux.
Parmi les membres de la délégation française, notons la présence de Jacques Guillermaz.